# Lamberto Antonelli
Lamberto Antonelli (* 19. Februar 1921 in Rom) ist ein italienischer Journalist und Autor.

## Leben
Antonelli ist politischer Journalist, der neben seiner Beobachtung italienischer Politik (Le poltrone d'oro, 1974) und des Zeitgeschehens (I padri di Cosa Nostra, 1972), auch über den italienischen Film schrieb (Nato col cinema: Carlo Ludovico Bragaglia, 1992). Bei einigen Gelegenheiten war er auch direkt an Filmen beteiligt, so am Drehbuch der Italowestern-Parodie Lola Colt, als Regisseur des Reportagefilms über den Vietnamkrieg Vietnam, guerra e pace und für ein unveröffentlichtes Werk.

## Filmografie
- 1967: Lola Colt… sie spuckt dem Teufel ins Gesicht (Lola Colt)
- 1968: Vietnam, guerra e pace

## Veröffentlichungen (Auswahl)
- 1972: I padroni della Cosa Nostra, Ediz. dello Gattopardo, 304 S.
- 1974: Le poltrone d'oro, R.Napoleone, 293 S.
- 1992: Nato col cinema, A.N.C.C.I., 190 S.[2]